# Телек (річка)
Телек (словац. Telek) — річка; права притока Якубовянського потоку, протікає в окрузі Сабінов.
Довжина приблизно 8.5-9.7 км. Витік знаходиться в масиві Чергівські гори; схил гори Лиса — на висоті приблизно 740 метрів.
Протікає територією сіл Якубовани; Др'єниця і міста Сабинів. Впадає в Якубовянський потік на висоті приблизно 305 метрів.